# Pemberville
Pemberville – wieś w Stanach Zjednoczonych, w stanie Ohio, w hrabstwie Wood.